# 杜洪印
杜洪印（1964年7月—），男，汉族，黑龙江五常人，中华人民共和国政治人物。现任民革天津市委副主委。第十三、十四届全国政协委员。